# 大型ピロプラズマ
大型ピロプラズマ（Babesia ovata）は、寄生性の単細胞真核生物で、ピロプラズマの1種。フタトゲチマダニ(Haemophysalis longicornis)などマダニ類が媒介し、ウシに発熱・黄疸・血色素尿などを主徴とするピロプラズマ症（大型ピロプラズマ症）を引き起こす。

## 形態
赤血球中では1.5×3 μmほどの洋梨型の細胞が対になって観察される。

## 分布
東アジアおよび東南アジアに存在しているが、感染割合は数パーセントと低い。日本においても広く存在が知られている。

## 分類
ピロプラズマ類は伝統的に大型のバベシアと小型のタイレリアに分けられてきたが、これは分子系統解析により生物の系統を反映しない人為分類であることがわかっている。もっとも大型ピロプラズマはバベシア属のタイプ種である牛バベシアと比較的近縁であり、仮に今後バベシア属を分割したとしてもバベシア属の所属で変わらない可能性が高い。
近縁種としてはウシを宿主とするフタゴバベシア(Babesia bigemina)がごく近縁で、ついでヒツジを宿主とするBabesia motasiがある。

## 歴史
日本におけるウシのバベシア症は、かつてフタゴバベシアが病原体だと考えられていた。しかし媒介者がフタトゲチマダニであるということが明らかになり、ウシに感染する他のバベシア種との比較を経て、家畜衛生試験場の南哲郎と石原忠雄が1980年に新種として記載した。